# Eagar
Eagar is een plaats (town) in de Amerikaanse staat Arizona, en valt bestuurlijk gezien onder Apache County.

## Demografie
Bij de volkstelling in 2000 werd het aantal inwoners vastgesteld op 4033.
In 2006 is het aantal inwoners door het United States Census Bureau geschat op 4285, een stijging van 252 (6,2%).

## Geografie
Volgens het United States Census Bureau beslaat de plaats een oppervlakte van
29,4 km², geheel bestaande uit land. Eagar ligt op ongeveer 2159 m boven zeeniveau.

## Plaatsen in de nabije omgeving
De onderstaande figuur toont nabijgelegen plaatsen in een straal van 68 km rond Eagar.